# Various Positions
Various Positions je sedmé studiové album kanadského písničkáře Leonarda Cohena. Jeho nahrávání probíhalo v červnu 1984 ve studiu Quadrasonic Sound v New Yorku. Album produkoval John Lissauer a vyšlo v prosinci 1984 v Kanadě a v únoru následujícího roku v Evropě. Obsahuje i jednu z jeho nejznámějších skladeb „Hallelujah“.

## Seznam skladeb
Všechny skladby napsal Leonard Cohen.
| Pořadí         | Název                       | Délka |
| -------------- | --------------------------- | ----- |
| 1.             | Dance Me to the End of Love | 4:38  |
| 2.             | Coming Back to You          | 3:32  |
| 3.             | The Law                     | 4:27  |
| 4.             | Night Comes On              | 4:40  |
| 5.             | Hallelujah                  | 4:36  |
| 6.             | The Captain                 | 4:06  |
| 7.             | Hunter's Lullaby            | 2:24  |
| 8.             | Heart with No Companion     | 3:04  |
| 9.             | If It Be Your Will          | 3:43  |
| Celková délka: | Celková délka:              | 35:29 |

## Obsazení
- Leonard Cohen – zpěv, kytara
- John Lissauer – klavír, klávesy vokály
- John Crowder – baskytara, vokály
- Anjani Thomas – vokály
- Crissie Faith – vokály
- Erin Dickins – vokály
- Lani Groves – vokály
- Merle Miller – vokály
- Ron Getman – vokály
- Yvonne Lewis – vokály
- Sid McGinnis – kytara
- Richard Crooks – bicí